# الأبوذية
الأبوذيَّة نوعٌ من الشعر العامي العربي، أو شعر البادية يعتمد على الشعر المجانس. والكلمة مركبة من «أبو» بمعنى «ذو» أو «صاحب»، وكلمة «ذيّة» وهي تخفيف لِـ«أذيّة»، ومعناهما: صاحب الأَذيَّةِ، وقد سُمِّي هذا النوع من الشعر بذلك لأنّه ينظم غالبًا عندما تكون العواطف متأثِّرة متوجِّعة؛ ولا سيما الغزل، لكثرةِ ما يعبِّر العشاقُ عن آلامهم من صدود من يحبون وتمنُّعهم. وينشَدُ هذا الشعرُ في محافلِ البادية ومجالسها،ودخلت إلى الشعر الشعبي العراقي والأهوازي. ويتألف البيت الشعريُ، الدور، في الأبوذية من أربعِ شطراتٍ؛ ثلاثُ قوافيها مجنَّسةٌ ورويٌّ واحد، والرابعُ مخالف. ولا بدَّ أن تختمَ الشطرةُ الرابعةُ بـ«يَّة» دلالةٌ على «الأبوذية». وأغلبُ أوازنهم على بحرِ الهزجِ المسبِّع، سبع مرات مَفاعيلن.

## تعريفها ومعناها
هي نوع من الشّعر العامي الكثير الشّيوع عند بعض أهل البادية في شبه الجزيرة العربية، وفي جنوب العراق وعند عرب الأهواز. و«الأبوذية» هي كلمة مركبةٌ من «أبو» بمعنى صاحب و«ذِيَّة» مخففة من أذيَّة، والمعنى: صاحب الأَذيَّة، أي المُبتلى. وقيل دُعي هذا النوع من الشعر بذلك لأنه يُنظم بعواطفِ متأثرةٍ، ولا سيما الغزل. وتخفّف فيقال بوذيّة، وتفخّم فيقال عبوديّة أو أعبوديّة كما هو معروف في اللهجة البغدادية.
ويؤوِّل بعضهم المصطلح تأويلًا فيه نظرٌ، فهم يرون أن أصل الكلمة «ذُو بَيت» الفارسية على أن الكلمة تعني «البيتان» و«ذو/دو» بمعنى اثنين، ولفظت الدال ذالًا، ثم طرأَ عليها قلبٌ فصارَت «بُوذَيت» ثم «بوذِيَّة» ثم «أبوذية». وبرأي محمد ألتونجي، التأويل الأولُ أولى ويُغني من الغناء، والتأويل الثاني «لا يخلو من طَرافة!»

## نشأتها وانتشارها
ويَرى بعض، منهم منير إلياس وهيبة، أنّ مخترعي الأبوذيَّة هم أهل البادية من العرب، وأنه «قَلَّما يخلو منه مهرجان من المهرجانات التي يقيمونها لأفراحهم، وأحزانهم، وطربهم. فينطقون بتلك اللَّهجة التي يُصفَّقون لها، ويَطربون على نغمات مُوقِّعها، وما تبعثه في النفوس من البهجة والانشراح.»

برأي محمد صادق الكرباسي، هناك علاقة واضحة بين مقطوعات باللغة الپالية وظهور الأبوذية في جنوب العراق، وله أبحاث عن أصولها الشعرية في الأدب البوذي حيث تطورت العلاقات العراقية الهندية خاصة في عصر العَوَضيين.
ليس من الواضح من هو الأول نظّم الأبوذية، وهناك عدد من الشعراء ظهروا في أوائل القرن العشرين وأواخر القرن التاسع عشر ممن نظموا الأبوذية، منهم حسين العبادي، وجعفر الحلي، وزاير الدويج، وحسين الكربلائي. ويقال أن العبادي هو الذي اخترع الأبوذية، وهناك من يقول بأنها من مولدات الموال. ویقال إن أول من نظمها، هم أهالي مدينة سوق الشيوخ بإمارة المنتفق، محافظة ذي قار لاحقًا، الواقعة بجنوب العراق، الذين اشتهروا بنظهم أنواع الشعر الشعبي الأخرى. بكل أحوال، أصبحت الأبوذيّة شائعة في الشعر الشعبي العراقي، وهي تشبه كثيرًا العتابا، والميجانا الشائعتين في الشعر الشعبي الشامي؛ اللبناني، والسوري، والفلسطيني.
يتعاطى الأبوذية أهالي المدن والقرى الجنوبية العراقية، ويتبعهم أهالي خوزستان الإيرانية، عرب الأهواز. بينما يتعاطى أهالي المدن والقرى الشمالية في العراق «العتابة» التي توازي الأبوذية من حيث الوزن والجناس، إلا أنها تختلف معها في قافية الشطر الرابع وزنًا والتزامًا.

## أدبها
أن الأبوذية كغيرها من فنون الشعر الشعبي العراقي تحتوي على كل أبواب وأصناف كالحكمة والغزل والشكوى والعتاب والمدح والرثاء والحماسة والهجاء. في أوائل الحادي والعشرون توسع الشعراء الشعبيون في جانب المدح والرثاء والسياسة والشكوى والفحر والحنين والأخواني والوجداني، وتتغنى الأبوذية على المقامات المنصوري والحياوي واللامي والعينسي والصبي وغيرها.
وهي من فنون الأدب الشعبي العراقي في اللهجة الدارجة، «جميلة الأداء لأنها تتجلى بالجناس الثلاثي، ومن خصائصها أنها مضغوطة المعنى فالأشطر الأربعة في الغالب تستوعب معنى قصيدة طويلة وتعطي صورة كاملة عن المعاناة. »

### خصائصها
يأتي كل بيت أو دور من الأبوذية على أربعة أشطر، ثلاثة في قافية واحدة والرابع قافيته برأسه، وإن كان الكل على وزن واحد؛ يتألِّف الدور أو «البيت» فيه من أربعة أشطر. قافية الثلاثة الأولى واحدة ومجنِّسة، وقافية الشطر الرابع تنتهي بالمقطع «يَّه» انتهاء كلمة «أبو ذيّة» به؛ ويسمّى «الرباط»، ولا بدّ للفظ المشترك في الأشطر الثلاثة أن يكون ذا معنى غير الذي يكون في الشطرين الآخرين وبذلك يكون لفظًا واحدًا بثلاثة معانٍ، ما يشبه الجناس في الصناعات الأدبية.بعض الأمثلة:
ومعناه: المراد «بالماس» الأول في الشطر الأول «الذي يمس» والثاني «الماس الذي هو أحد الجواهر»، والثالث «اللمس» وهو إحدى الحواس الخمس، والرابع «احتمر ميّه» أي صار ماؤه أحمر بالتقبيل. مثال آخر:
و«اخْواك» آخذ منك الإتاوة. ومعني الشطر الثاني من الدور الأول: أصبح في استغاثتك، وللفظة «أخواك» علاقة بكلمة «النخوة». ومعني الشطر الأول من الدور الثاني: إذا كنت أنت أخي وأنا أخوك. و«ابكثر» يعني بقَدْر.

أنَّ وزن الأبوذّة تغلب عغليه تفاعيل بحر الهزج.

## أعلامها
اعتبر محمد صادق الكرباسي أن هرم شعر الأبوذية قائم على ثلاثة أضلاع وهم: حسين بن علي الكربلائي، وزاير بن علي الدويج، وفي القاعدة جعفر الحلي، ويتربع على قمة الهرم حسين العبادي. ثم ظهر فاضل السكراني (1923 - 18 يناير 2014) في إيران، الذي لقّب بـ«عميد الأبوذية». ثم جابر جليل الكاظمي (14 أغسطس 1956)، له ديوان أبوذية.